# Карденас, Хавьер
Хавье́р Ка́рденас Марти́нес (исп. Javier Cárdenas Martínezz; 8 декабря 1952, Мехико — 25 июня 2022) — мексиканский футболист, участник чемпионата мира по футболу 1978 года.

## Биография

### Игровая карьера
Карденас начинал карьеру в «Толуке», в составе которой отыграл пять сезонов, став в 1975 году с командой чемпионом страны.
В 1978 году перешёл перешёл в «Гвадалахару», в составе которой отыграл семь сезонов, став в 1983 и 1984 годах вице-чемпионом Мексики.
Последним клубом в карьере для него стал «Ирапуато», в котором отыграл один сезон, по окончании которого завершил карьеру.
В составе сборной Мексики играл на Чемпионате наций КОНКАКАФ 1977 года, где забил 2 мяча, а мексиканцы выиграли турнир и вышли на ЧМ-1978, Карденас где принял участие в матче со сборной Польши, которая завершилась поражением мексиканцев со счётом 3:1 и их вылетом с турнира.

### Смерть
Скончался 25 июня 2022 года в возрасте 69 лет.

## Титулы
Толука
- Чемпион Мексики (1): 1974/75

Мексика
- Чемпион КОНКАКАФ (1): 1977